# 홍재전서
홍재전서(弘齋全書)는 조선시대 제22대 임금 정조의 어제(御製)를 모아 엮은 문집(文集)이다. 정조 재위 당시부터 수차례의 편찬 과정을 거쳐서 최종적으로 184권 100책으로 편차가 확정되었고, 1814년에는 활자를 이용하여 간행되었다. 2011년 9월 8일 대한민국의 서울특별시 유형문화재 제316호로 지정되었다.
이 문집은 정조 11년(1787) 규장각에서 정조의 어제문집(御製文集)을 처음으로 편집하여 바친 초간본으로 당시 모두 60권으로 편집하고 2벌을 정서(淨書)하여 진헌(進獻)하였는데 그 중의 하나로, 규장각과 장서각에 소장된 2,3차 편집본과 함께 어제의 편찬경과를 보여주는 귀중한 자료이다.

## 조사 보고서
『홍재전서(弘齋全書)』는 조선시대 제22대 임금 정조의 어제(御製)를 모아 엮은 문집으로 정조 재위 당시부터 수차례의 편찬 과정을 거쳐서 최종적으로 184권 100책으로 편차가 확정되었고, 1814년에는 활자로도 간행이 되었다.
정조는 자신의 문집을 편찬하기 위하여 즉위 초에 설치한 규장각(奎章閣)의 직무에 편차(編次)의 임무를 부여하였고, 규장각에서는 이 규정에 따라 평소에 어제(御製) 문집의 편차를 위한 준비를 하도록 되어 있었다. 이에 따라 어제를 봉안하는 장(欌) 3개를 만들어 규장각(奎章閣)․이문원(摛文院)․ 대내(大內)의 세 곳에 각기 하나씩을 비치하여 두었고, 어제가 나올 때마다 각신(閣臣)에게 내려주어 편집하고 정서하였다가 길일을 가려서 보고한 다음에 이 장(欌)에 봉안하도록 하였다.이렇게 준비된 정조의 어제문집(御製文集)은 10년을 단위로 각기 1질로 묶어서 편찬하였는데, 이는 영조 때에 어제편차인(御製編次人)을 두고 영조의 문집인 『어제집경당편집(御製集慶堂編集)』을 편집하도록 한 전례를 본받은 것이다.
이러한 규례에 따라 규장각에서 정조의 어제문집(御製文集)을 처음으로 편집하여 바친 것은, 정조 11년(1787) 8월이다. 이 때 편집된 어제는 모두 60권으로 편집하고, 2벌을 정서(淨書)하여 진헌(進獻)하였는데, 이에 대하여 『정조실록(正祖實錄)』에는, “규장각에서 어제 춘저록(春邸錄) 4권과, 시(詩) 1권, 서․기․발․명(序․記․跋․銘) 합 1권, 비․비명․행록․행장․잡저(碑․碑銘․行錄․行狀․雜著) 합 1권, 제문(祭文) 2권, 책문(策問) 2권,강의(講義) 26권, 윤음(綸音) 3권, 전교(傳敎) 3권, 비망기(備忘記) 1권, 비답(批答) 3권, 판부(判付) 1권, 수서(手書)․봉서(封書)․유서(諭書) 합 1권, 돈유(敦諭)․문의(問議) 합 1권, 심리록(審理錄) 10권 도합 60권을 편집하여 바쳤다.”
이 60권본 『홍재전서(弘齋全書)』는 운현궁 소장본으로 서울역사박물관에서 운현궁 유물을 이관 받아 정리하는 과정에서 확인되었다. 이 책은 이 책과 같은 시기에 편집된 것으로 보이는 규장각본 (奎4465) 홍재전서와는 달리 『일득록(日得錄)』은 수록되지 않고 대신 『홍재전서(弘齋全書)』 별편의 제하에 『심리록(審理錄)』 10권이 포함되어 있다. 용지와 표지 및 표제의 서체 등 모든 면에서 규장각본과 함께 어람용으로 필사된 책임에 분명하며, 따라서 이 책은 1787년에 1차로 정리된 정조의 문집 2벌 중의 1벌이 전래된 것으로 판단된다.
이 문집은 규장각과 장서각에 소장된 2,3차 편집본과 함께 어제의 편찬경과를 보여주는 귀중한 자료이므로 서울시 유형문화재로 지정되었다.

## 참고 자료
- 홍재전서 - 국가유산청 국가유산포털